# Gottlieb Iwersson
Gottlieb Iwersson, född 18 juni 1750 i Malmö, död 21 september 1813 i Stockholm, var en svensk slottssnickare, möbelsnickare och schatullmakare.

## Biografi
Iwersson föddes i Malmö, som andre son till åldermannen i Malmö snickareämbete Olof Iwersson och Greta Persdotter Jacobsson och från 1781 gift med Maria Elisabeth Bülow. Iwersson inledde sin bana 1766 genom att gå i lära hos fadern. Han blev 1769 gesäll och flyttade samma år till Stockholm och fick mästarbrev 1778 efter att ha gått i lära hos Nils Dahlin och Petter Liunggren. Mästarprovet var en sekretär som tillverkades för Gustav III:s räkning, en praktmöbel med vertikal fasad, dekorerad med Sveriges riksvapen i intarsia och omfattande dekorationer i förgylld brons. Sekretären finns idag på Stockholms slott. Som slottssnickare utförde han även inredningsarbeten på Stockholms slott efter Louis Masreliez ritningar. 
Iwersson samarbetade med Louis Masreliez, som bland annat ritade ett skrivbord åt Gustav IV Adolf och ett bord åt kungens konseljrum, detta med bronsbeslag av Fredrik Ludwig Rung. Han arbetade även med inredningen till Arvfurstens palats, även detta efter ritningar av Masreliez. Han öppnade egen verkstad i kvarteret Oxen i Stockholm 1779, som han tvingades stänga 1812 på grund av tilltagande hälsoproblem. Han blev efter Georg Haupts död 1784 utnämnd till slottssnickare och blev på kort tid en av de ledande möbelsnickarna i Stockholm. Hans tidigare produktion visar starka impulser från Haupt men i en grövre och yppare formgivning. I slutet av 1780-talet var han den förnämste representanten för den sengustavianska möbelstilen i Sverige med möbler som var rikt dekorerade med figurmedaljonger, naturalistiska girlanger och intarsiamönster. Iwerssons mer kända verk tillkom i slutet av hans karriär, då han i sengustaviansk stil skapade stramare möbler med faner i mörka träslag som mahogny och enklare mässingsbeslag under tydlig engelsk och fransk påverkan. Iwersson är representerad vid Kungliga husgerådskammaren, Nordiska museet, Nationalmuseum och vid Röhsska konstslöjdmuseet.
Iwersson blev 1790 bisittare i snickarämbetet, och var 1802–1812 ålderman där.